# Silo de Montijo
El silo de Montijo es un antiguo silo de grano situado en el municipio español de Montijo, en la provincia de Badajoz. Las instalaciones están ubicadas junto a la estación de ferrocarril

## Historia
Su construcción respondió a una premeditada organización para el almacenamiento de cereal, dentro de la política implementada por el régimen franquista a través del Servicio Nacional del Trigo. El silo entró en servicio en 1957 y contaba con una capacidad de almacenamiento de 2.300 toneladas. Con posterioridad, la unidad pasaría a manos del Servicio Nacional de Cereales (SNC) en 1969 y, dos años después, del Servicio Nacional de Productos Agrarios (SENPA).

## Características
Se trata de un silo del tipo D, tipología que predominó en la Red Nacional de Silos y Graneros debido a su bajo coste de construcción y su funcionalidad. Su estructura está levantada en hormigón armado y está compuesto por una serie de celdas cuadradas realizadas en bloque armado. En términos generales, los silos de este tipo suelen tener una altura máxima de 28 metros.